# Liste der denkmalgeschützten Objekte in Pinswang
Die Liste der denkmalgeschützten Objekte in Pinswang enthält die 10 denkmalgeschützten, unbeweglichen Objekte der Tiroler Gemeinde Pinswang.

## Denkmäler
| Foto |                 | Denkmal                                                                                             | Standort                                                | Beschreibung | Metadaten |
| ---- | --------------- | --------------------------------------------------------------------------------------------------- | ------------------------------------------------------- | --- | --- |
| ja   | Datei hochladen | Ehem. Festungsanlage Kniepass HERIS-ID: 66770 Objekt-ID: 79678 TKK: 27828                           | Oberpinswang Standort KG: Oberpinswang                  | Die Festungsanlage wurde im Dreißigjährigen Krieg als Vorwerk für die Burg Ehrenberg angelegt und nach Kampfhandlungen 1632 erneuert und verstärkt. 1647 und 1670 wurde sie nach Plänen von Elias Gumpp, 1694 durch Johann Martin Gumpp den Älteren neuerlich befestigt und erweitert. Heute sind nur noch einzelne Mauerreste der Sternschanze vorhanden. | BDA-Hist.: Q1029542 Status: § 2a Stand der BDA-Liste: 2025-06-30 Name: Ehem. Festungsanlage Kniepass GstNr.: 392/1                                                                      |
| ja   | Datei hochladen | Ortskapelle hll. Joachim und Anna HERIS-ID: 66772 Objekt-ID: 79680 TKK: 27825                       | gegenüber Oberpinswang 28 Standort KG: Oberpinswang     | Die rechteckige Kapelle mit Satteldach wurde 1969 an Stelle des Vorgängerbaus aus dem frühen 19. Jahrhundert errichtet. Im Inneren stehen Heiligenstatuen aus dem 16. bis 18. Jahrhundert. | BDA-Hist.: Q38114417 Status: § 2a Stand der BDA-Liste: 2025-06-30 Name: Ortskapelle hll. Joachim und Anna GstNr.: 95/2 Ortskapelle Oberpinswang                                         |
| ja   | Datei hochladen | Ulrichsbrücke über den Lech HERIS-ID: 66757 Objekt-ID: 79665 TKK: 33525                             | Ulrichsbrücke 2, in der Nähe Standort KG: Unterpinswang | Die 1914 erbaute Brücke der alten Fernpassstraße über den Lech war die erste größere Stahlbetonbogenbrücke einer Bundesstraße in Nordtirol. Die Brüstungssegmente des dekorativen dünnwandigen Stahlbetongeländers sind durch Pfeiler gegliedert, das Segment in der Brückenmitte zeigt den österreichischen Doppeladler. Die Brücke überquert den Lech, der hier die Grenze zur Gemeinde Vils bildet.                                                                                          | BDA-Hist.: Q38114339 Status: § 2a Stand der BDA-Liste: 2025-06-30 Name: Ulrichsbrücke über den Lech GstNr.: 598 Ulrichsbrücke Vils-Pinswang                                             |
| ja   | Datei hochladen | Feldkapelle HERIS-ID: 66747 Objekt-ID: 79655 TKK: 27824                                             | bei Unterpinswang 17 Standort KG: Unterpinswang         | Die Kapelle unterhalb von Schloss Loch gehörte ursprünglich zu einem 1559 erstmals erwähnten Gasthof, von dem nur noch die Grundmauern vorhanden sind. Der Kapellenbildstock mit Satteldach und hoher, von gemalten Eckpilastern eingerahmter Rundbogenöffnung, stammt in seiner heutigen Form vermutlich aus der zweiten Hälfte des 19. Jahrhunderts. Im gewölbten, durch ein Gitter abgeschlossenen Inneren befinden sich ein gemauerter Altarstein und ein Marienbild nach Raffael von 1986. | BDA-Hist.: Q38114273 Status: § 2a Stand der BDA-Liste: 2025-06-30 Name: Feldkapelle GstNr.: 173/1 Feldkapelle Unterpinswang                                                             |
| ja   | Datei hochladen | Widum HERIS-ID: 60361 Objekt-ID: 72639 TKK: 33521                                                   | Unterpinswang 26 Standort KG: Unterpinswang             | Der schlichte, zweigeschoßige Mauerbau mit Satteldach und Mittelflurgrundriss westlich der Pfarrkirche wurde 1788 errichtet und 2003/2004 im Inneren modernisiert. | BDA-Hist.: Q38091645 Status: § 2a Stand der BDA-Liste: 2025-06-30 Name: Widum GstNr.: .30                                                                                               |
| ja   | Datei hochladen | Kath. Pfarrkirche hl. Ulrich, Friedhof m. Totenkapelle HERIS-ID: 66742 Objekt-ID: 79650 TKK: 115679 | neben Unterpinswang 26 Standort KG: Unterpinswang       | Die einheitlich barocke Pfarrkirche wurde von 1725 bis 1729 erbaut und steht auf einer Anhöhe im Nordwesten des Dorfes Unterpinswang. An den achteckigen axialen Zentralraum schließt ein zweijochiger Chorraum an; der Nordturm mit Zwiebelhaube ist an den Chor angebaut. Im Inneren sind Fresken von Johann Heel aus dem Jahr 1729 zu sehen. Die Fresken an den Seitenaltären sowie die Kreuzwegstationen stammen aus dem 20. Jahrhundert.                                                   | BDA-Hist.: Q38114252 Status: § 2a Stand der BDA-Liste: 2025-06-30 Name: Kath. Pfarrkirche hl. Ulrich, Friedhof m. Totenkapelle GstNr.: .31, 549, 550/1 Pfarrkirche hl. Ulrich, Pinswang |
| ja   | Datei hochladen | Bildstock am Weg zum Kratzer HERIS-ID: 66751 Objekt-ID: 79659 TKK: 33522                            | nördlich Unterpinswang 69 Standort KG: Unterpinswang    | Der Bildstock über abgefastem Pfeiler mit Nischenaufsatz stammt vermutlich aus dem 16. Jahrhundert, wurde aber erst nach 1856 an den heutigen Standort versetzt. In der Nische befindet sich eine neue Kopie des Gnadenbildes Mariahilf. | BDA-Hist.: Q38114291 Status: § 2a Stand der BDA-Liste: 2025-06-30 Name: Bildstock am Weg zum Kratzer GstNr.: 168                                                                        |
| ja   | Datei hochladen | Burgruine Loch HERIS-ID: 66758 Objekt-ID: 79666 TKK: 33524                                          | Unterpinswang Standort KG: Unterpinswang                | Die Höhlenburg entstand in Zusammenhang mit der Ausdehnung der Herrschaft Vilsegg im letzten Viertel des 13. Jahrhunderts und gelangte nach 1312/1313 in den Besitz der Tiroler Landesfürsten. Ab 1352 unterstand sie der Verwaltung der Burg Ehrenberg, im 16. Jahrhundert war sie bereits eine Ruine. Heute sind die Reste von vier Mauerzügen unter dem überhängenden Felsen erhalten. | BDA-Hist.: Q1013009 Status: § 2a Stand der BDA-Liste: 2025-06-30 Name: Burgruine Loch GstNr.: 168 Burg Loch (Pinswang)                                                                  |
| ja   | Datei hochladen | Gedenktafel/-stein HERIS-ID: 66760 Objekt-ID: 79668 TKK: 33526                                      | Unterpinswang Standort KG: Unterpinswang                | Das Denkmal erinnert an die Errichtung der Straße nach Unterpinswang durch Kaiser Joseph II. in den Jahren 1782–1784. Das Datum der Errichtung des Denkmals ist nicht genau bekannt. Die gerahmte Inschriftentafel aus weißem Marmor ist durch ein kleines Schutzdach mit Festongirlanden überdeckt. | BDA-Hist.: Q38114352 Status: § 2a Stand der BDA-Liste: 2025-06-30 Name: Gedenktafel/-stein GstNr.: 168                                                                                  |
| ja   | Datei hochladen | Vermessungsstein beim Stiglberg HERIS-ID: 66761 Objekt-ID: 79669 TKK: 33527                         | Unterpinswang Standort KG: Unterpinswang                | Beim alten Übergang am Einschnitt zwischen Kratzer- und Stiglberg befindet sich dieser Fels mit den eingemeißelten Jahreszahlen 1674 und 1848. | BDA-Hist.: Q38114362 Status: § 2a Stand der BDA-Liste: 2025-06-30 Name: Vermessungsstein beim Stiglberg GstNr.: 168                                                                     |